# Grote Prijs Jef Scherens 1999
Il Grote Prijs Jef Scherens 1999, trentatreesima edizione della corsa, si svolse il 5 settembre 1999 su un percorso di 192 km, con partenza e arrivo a Lovanio. Fu vinto dal belga Marc Streel della Team Home-Jack & Jones davanti ai suoi connazionali Michel Vanhaecke e Gert Vanderaerden.

## Ordine d'arrivo (Top 10)
| Pos. | Corridore             | Squadra                     | Tempo    |
| ---- | --------------------- | --------------------------- | -------- |
| 1    | Marc Streel           | Team Home-Jack & Jones      | 4h28'00" |
| 2    | Michel Vanhaecke      | Tonissteiner-Colnago        | a 36"    |
| 3    | Gert Vanderaerden     | Palmans-Ideal               | s.t.     |
| 4    | Arvis Piziks          | Team Home-Jack & Jones      | s.t.     |
| 5    | Leon van Bon          | Rabobank                    | s.t.     |
| 6    | Peter Farazijn        | Cofidis                     | a 42"    |
| 7    | Erwin Thijs           | Team Cologne                | a 44"    |
| 8    | Dave Bruylandts       | Palmans-Ideal               | a 46"    |
| 9    | Bert Roesems          | Tonissteiner-Colnago        | s.t.     |
| 10   | Jürgen Van Roosbroeck | Vlaanderen 2002-Eddy Merckx | s.t.     |